# Tony Dallara
Tony Dallara, właśc. Antonio Lardera (ur. 30 czerwca 1936 w Campobasso) – włoski piosenkarz. Zwycięzca Festiwalu Piosenki Włoskiej w San Remo w 1960 (w parze z Renato Rascelem).

## Życiorys
Antonio Lardera urodził się jako najmłodszy z pięciorga dzieci Battisty Lardera, byłego chórzysty opery La Scala i Lucii, byłej guwernantki. Wychowywał się w Mediolanie. Po ukończeniu szkoły zaczął pracować, najpierw jako barman potem jako urzędnik. Wcześnie odkrył u siebie zamiłowanie do śpiewania; został wkrótce solistą w mediolańskich, lokalnych grupach (m.in. Rocky Mountains, przemianowanym później na I Campioni).
Jego wzorami w tym czasie (poł. lat 50. XX w.) byli Frankie Laine a zwłaszcza popularny wówczas w USA i Europie zespół The Platters z solistą Tony WIlliamsem na czele; właśnie na ich stylu świadomie oparł swoje pierwsze piosenki. Występując w lokalnym klubie Santa Tecla poznał m.in. Adriano Celentano.
W 1957 został dostrzeżony przez Waltera Guertlera, szefa niewielkiej wytwórni płytowej Music; cały zespół podpisał kontrakt nagraniowy. Wtedy też Antonio Lardera zdecydował się przyjąć pseudonim artystyczny Tony Dallara.
Pierwszym sukcesem Tony’ego Dallary stał się w 1957 singiel z piosenką „Come prima”, która przez wiele tygodni przewodziła włoskiej liście przebojów i została sprzedana w ilości 300 000 egzemplarzy, co było rekordem w ówczesnych Włoszech. Piosenka wkrótce zdobyła międzynarodową popularność. Wtedy też, we włoskiej muzyce pop wszedł do życia nowy termin urlatori, określający nowe pokolenie piosenkarzy, którzy świadomie wzorują się na rock and rollu, w przeciwieństwie do tradycjonalistów (jak Claudio Villa, Nunzio Gallo czy Luciano Tajoli) wzorujących się mniej lub bardziej na belcancie.
Wkrótce potem Tony Dallara odbył służbę wojskową, po czym powrócił do działalności estradowej, nagrywając w latach 1958–1959 szereg singli: „Ti dirò”, „Brivido blu”, „Ghiaccio bollente”, „Julia”. W 1959 roku występuje również w 2 filmach: Agosto, donne mie non vi conosco, w reż. Guido Malatesty, z udziałem m.in. Memmo Carotenuto i Raffaele Pisu, oraz I ragazzi del Juke-Box, w reż. Lucio Fulci, z udziałem popularnych piosenkarzy jak: Betty Curtis, Fred Buscaglione, Gianni Meccia i Adriano Celentano.
W 1960 Tony Dallara osiągnął kolejny sukces wygrywając Festiwal w San Remo piosenką „Romantica” (w parze z Renato Rascelem). Piosenka osiągnęła sukces porównywalny z Come prima i została przetłumaczona na różne języki, w tym perski i japoński. Najbardziej znana pozostaje wersja francuska w interpretacji Dalidy.
W tym samym roku Tony Dallara wystąpił w kolejnych filmach: muzycznym Sanremo, la grande sfida, Piero Vivarellego, z udziałem całej plejady ówczesnych gwiazd włoskiej piosenki jak: Teddy Reno, Domenico Modugno, Sergio Bruni, Joe Sentieri, Gino Santercole, Adriano Celentano, Renato Rascel i Odoardo Spadaro, oraz w I Teddy Boys della Canzone w reż. Domenico Paolelli, z udziałem Delia Scala, Tiberio Murgia, Ave Ninchi, Teddy Reno i Mario Carotenuto.
W 1961 Tony Dallara ponownie uczestniczył w Festiwalu w San Remo z piosenką „Un uomo vivo”, śpiewaną w parze z Gino Paolim. Piosenka dotarła do dziesiątej pozycji.
Artyście udało się za to wygrać konkurs Canzonissima piosenką „Bambina, bambina”; okazało się wkrótce, że był to jego ostatni wielki sukces.
Po 1962 Tony Dallara zmienił styl i zaczął śpiewać bardziej tradycyjne piosenki, ale bez większego powodzenia.
W 1964 w parze z Ben E. Kingiem ponownie wziął udział w Festiwalu w San Remo piosenką „Come potrei dimenticarti”, która w finale zajęła 3 miejsce. W tym samym roku uczestniczył w pierwszej edycji festiwalu Un disco per l’estate z piosenką „Quando siamo in compagnia”. W następnych latach Tony Dallara powoli popadł w zapomnienie, nie umiejąc się dostosować do nowych trendów muzycznych.
W latach 70. uczestniczył jeszcze w festiwalu Un disco per l’estate 1972 piosenką „Mister amore”, po czym zdecydował się wycofać z działalności estradowej i oddać się malarstwu.
W latach 80. powrócił jednak do świata muzyki, przypominając swoje dawne przeboje w nowoczesnych aranżacjach.
W 2008 zaawansowany już wiekowo Tony Dallara zdecydował się na ponowny start w Festiwalu w San Remo (w parze z Teo Teocoli) z piosenką „Cartà d’identità”, która przepadła w eliminacjach. Piosenkarz jednak przypomniał o sobie uczestnicząc jako gość w różnych programach telewizji włoskiej.

## Dyskografia

### Albumy
- 1958 – I Campioni canta Tony Dallara
- 1981 – Amada mia
- 1987 – Più di prima

### Single
- 1957 – „Me piace sta vucchella”/„Che m’e’ 'mparato a 'ffa”
- 1957 – „Come prima”/„L’autunno non è triste”
- 1958 – „Ti dirò”/„My Tennessee”
- 1958 – „Condannami”/„Brivido blu”
- 1958 – „Strada ‘nfosa”/„Tieneme strett’ a te”
- 1958 – „Amami poco”/„Per un bacio d’amor”
- 1959 – „Mi sento in estasi”/„Amiamoci così”
- 1960 – „Romantica”/„Non sei felice”
- 1960 – „Madonnina”/„Se bacio la tua bocca”
- 1960 – „Noi”/„Perderti”
- 1961 – „La novia”/„Caccia all’uomo”
- 1961 – „Come noi”/„Monica”
- 1961 – „Bambina bambina”/„Come te”
- 1961 – „A.A.B.C.”/„La canzone dei poeti”
- 1962 – „La escalera”/„In un mare”
- 1962 – „Chiedo perdono”/„Tempo di Roma”
- 1962 – „Tu che sai di primavera”/„Norma”
- 1964 – „Come potrei dimenticarti/„Cosa vuoi”
- 1964 – „Ti devo dire no”/„Quando siamo in compagnia”
- 1964 – „Quattro parole”/„Sei giovedì”
- 1965 – „Operazione tuono”/„Ballerina”
- 1965 – „Si chiamava Lucia”/„Guardiamoci in faccia”
- 1970 – „Non importa, ci sarà da manggiare anche per tre”/„Non darti a lui”
- 1971 – „Ho negli occhi lei”/„Per il tuo amore”
- 1971 – „Buon Natale”/„Dimmi papà”
- 1972 – „Mister amore”/„Viva gli sposi”
- 1976 – „T’amo t’amo”/„Promises”
- 1981 – „Senza piangere”/„Ci riuscirò”

### EP-ki
- 1958 – „I Campioni canta Tony Dallara” (kilkakrotnie wznawiana w tym samym roku)
- 1959 – „Per un bacio d’amor”
- 1960 – „Sanremo 1960”

## Filmografia
- 1959 – Agosto donne mie non vi conosco, reż. Guido Malatesta
- 1959 – I ragazzi del Juke-Box, reż. Lucio Fulci
- 1960 – I teddy boys della canzone, reż. Domenico Paolella
- 1960 – Sanremo la grande sfida, reż. Piero Vivarelli
- 1960 – L’amico del giaguaro, reż. Lucio Fulci